# Ståkke-Bårgå fjällurskog
Ståkke-Bårgå fjällurskog är ett naturreservat i Arjeplogs kommun i Norrbottens län.
Området är naturskyddat sedan 2000 och är 221 kvadratkilometer stort. Reservatet omfattar skogar, myrar och vattendrag mellan  lågfjäll. Reservatet består av gammal barrskog, framför allt granurskog och i högre delar av fjällbjörk